# Gehée
Gehée és un municipi francès, situat al departament de l'Indre i a la regió de Centre – Vall del Loira. L'any 2007 tenia 305 habitants.

## Demografia

### Població
El 2007 la població de fet de Gehée era de 305 persones. Hi havia 128 famílies, de les quals 32 eren unipersonals (12 homes vivint sols i 20 dones vivint soles), 60 parelles sense fills, 28 parelles amb fills i 8 famílies monoparentals amb fills.
La població ha evolucionat segons el següent gràfic:
Habitants censats

### Habitatges
El 2007 hi havia 192 habitatges, 132 eren l'habitatge principal de la família, 46 eren segones residències i 14 estaven desocupats. 190 eren cases i 2 eren apartaments. Dels 132 habitatges principals, 119 estaven ocupats pels seus propietaris, 12 estaven llogats i ocupats pels llogaters i 1 estava cedit a títol gratuït; 1 tenia una cambra, 5 en tenien dues, 22 en tenien tres, 48 en tenien quatre i 56 en tenien cinc o més. 87 habitatges disposaven pel capbaix d'una plaça de pàrquing. A 58 habitatges hi havia un automòbil i a 59 n'hi havia dos o més.

### Piràmide de població
La piràmide de població per edats i sexe el 2009 era:
| Homes | Edats   | Dones |
| ----- | ------- | ----- |
| 4     | 95 o +  | 0     |
| 0     | 90 a 94 | 8     |
| 8     | 85 a 89 | 12    |
| 4     | 80 a 84 | 8     |
| 8     | 75 a 79 | 8     |
| 12    | 70 a 74 | 24    |
| 16    | 65 a 69 | 8     |
| 4     | 60 a 64 | 4     |
| 8     | 55 a 59 | 24    |
| 12    | 50 a 54 | 4     |
| 8     | 45 a 49 | 4     |
| 4     | 40 a 44 | 4     |
| 12    | 35 a 39 | 8     |
| 4     | 30 a 34 | 8     |
| 20    | 25 a 29 | 12    |
| 0     | 20 a 24 | 4     |
| 0     | 15 a 19 | 0     |
| 4     | 10 a 14 | 4     |
| 0     | 5 a 9   | 8     |
| 4     | 0 a 4   | 8     |

## Economia
El 2007 la població en edat de treballar era de 165 persones, 111 eren actives i 54 eren inactives. De les 111 persones actives 99 estaven ocupades (56 homes i 43 dones) i 12 estaven aturades (6 homes i 6 dones). De les 54 persones inactives 24 estaven jubilades, 11 estaven estudiant i 19 estaven classificades com a «altres inactius».

### Ingressos
El 2009 a Gehée hi havia 124 unitats fiscals que integraven 270 persones, la mediana anual d'ingressos fiscals per persona era de 14.951,5 €.

### Activitats econòmiques
Dels 11 establiments que hi havia el 2007, 2 eren d'empreses de fabricació d'altres productes industrials, 1 d'una empresa de construcció, 5 d'empreses de comerç i reparació d'automòbils, 1 d'una empresa d'hostatgeria i restauració, 1 d'una empresa immobiliària i 1 d'una empresa de serveis.
Dels 3 establiments de servei als particulars que hi havia el 2009, 1 era un taller de reparació d'automòbils i de material agrícola, 1 guixaire pintor i 1 restaurant.
L'any 2000 a Gehée hi havia 25 explotacions agrícoles que ocupaven un total de 1.728 hectàrees.

## Poblacions més properes
El següent diagrama mostra les poblacions més properes.